# 馬格利 (印地安納州)
馬格利（英語：Magley）是位於美國印地安納州亞當斯縣的一個非建制地區。該地的面積和人口皆未知。

## 地理
馬格利的座標為40°49′53″N 85°03′12″W / 40.83139°N 85.05333°W，而該地的平均海拔高度為254米（即833英尺）。